# カルロス・ビジャヌエバ
カルロス・アンドレス・ビジャヌエバ・ロランド（Carlos Andrés Villanueva Roland, 1986年2月5日 - ）は、チリ・ビニャ・デル・マール出身の元同国代表サッカー選手。現役時代のポジションはMF（攻撃的MF）。

## 経歴
アウダックス・イタリアーノではリーグ戦110試合に出場して50得点した。2007クラウスーラでは20得点を挙げ、得点王に輝いた。その活躍から同年にはチリ年間最優秀選手賞を受賞した。
2016年7月、アラビアン・ガルフ・リーグのアル・シャバーブからサウジ・プロフェッショナルリーグのアル・イテハドに移籍した。
2005年にニュージーランドで開催されたFIFAワールドユース選手権に出場した。2007年にはコパ・アメリカに出場し、代表デビュー戦となるエクアドル戦で決勝点となるFKを決めた。

## 代表歴
- チリ代表
  - 2007年6月27日 - A代表初出場 (コパ・アメリカ2007) - エクアドル戦（ベネズエラ）
  - 2007年6月27日 - A代表初ゴール (コパ・アメリカ2007) - エクアドル戦（ベネズエラ）

## タイトル

### クラブ
アル・シャバーブ
- ガルフ・クラブ・チャンピオンズカップ : 2011

アル・イテハド
- クラウンプリンスカップ : 2016-17
- サウジ国王杯 : 2018

### 個人
- プリメーラ・ディビシオン得点王 : 2007クラウスーラ（20得点）
- チリ年間最優秀選手賞 : 2007